# Ida Galli
Ida Galli, nota anche con lo pseudonimo di Evelyn Stewart (Sestola, 8 ottobre 1939), è un'attrice italiana, attiva tra il 1959 e il 1990.
Ha usato anche gli pseudonimi di Arianna Galli (nel film di debutto Nel blu dipinto di blu) e di Isli Oberon (in La frusta e il corpo).

## Biografia

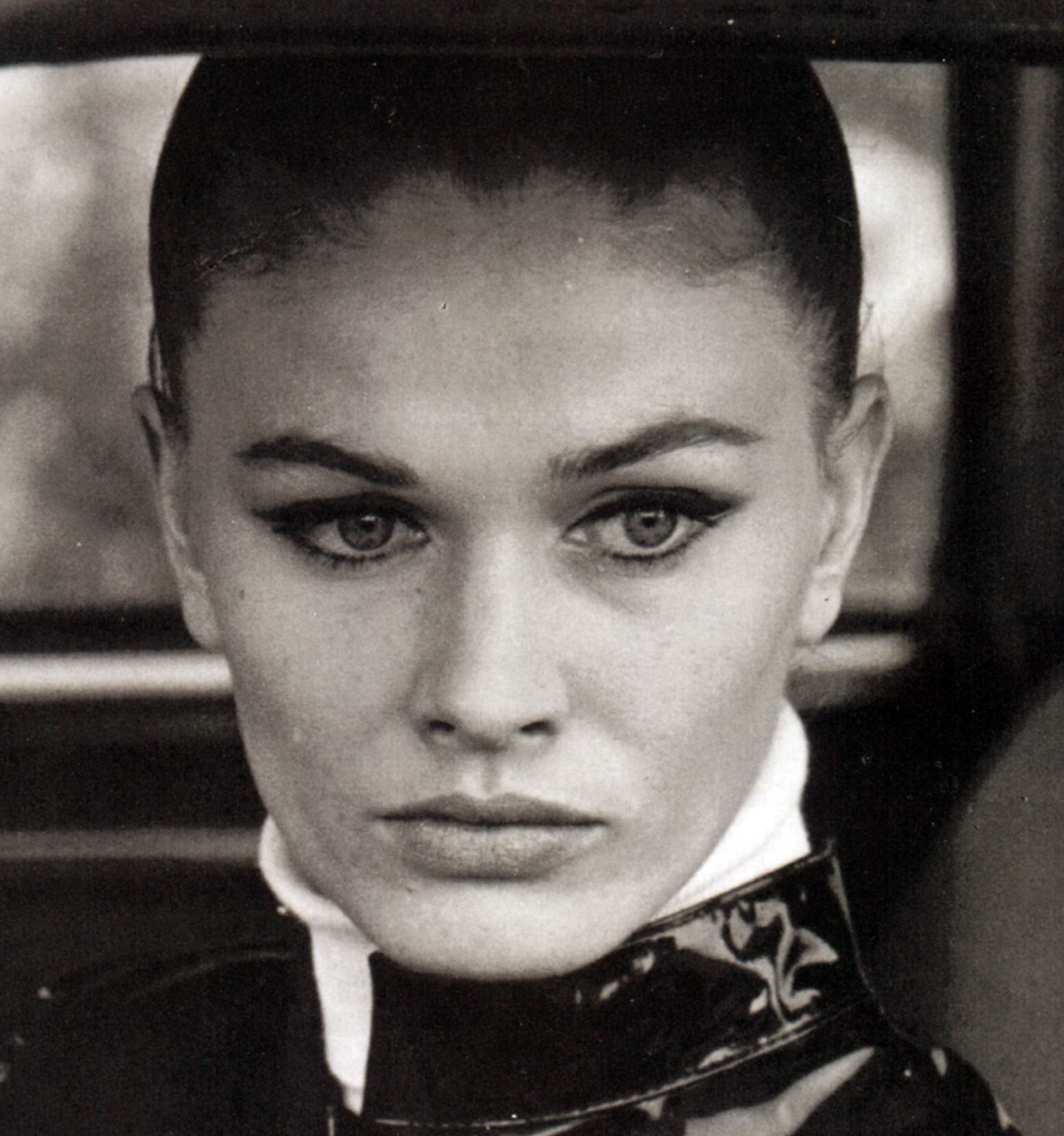
Ida Galli nel 1968

Si è trasferita ancora giovane a Roma  dove ha conseguito il diploma magistrale, intenzionata a intraprendere la carriera d'insegnante, per nulla interessata al cinema. Il debutto è arrivato grazie all'incontro casuale con l'attore francese Gérard Landry, che nel 1959 le ha permesso di ottenere una piccola partecipazione al film musicarello Nel blu dipinto di blu.
Successivamente, negli anni sessanta e settanta, è stata impiegata come caratterista in numerosi film, spaziando dal cinema d'autore alla cinematografia di genere, tra cui La dolce vita di Federico Fellini, Il Gattopardo di Luchino Visconti, Fantasmi a Roma di Antonio Pietrangeli, seguiti da spaghetti western, peplum, horror, poliziotteschi e commedie erotiche all'italiana.
Nel 1965, nel film Un dollaro bucato, è stata accreditata per la prima volta con lo pseudonimo di Evelyn Stewart, usato poi in due delle apparizioni più note: Il medico della mutua e il suo seguito, accanto ad Alberto Sordi. Ha partecipato a oltre una sessantina di film fino al 1990, anno in cui ha terminato la propria esperienza cinematografica.

## Vita privata
Moglie dell'ex calciatore Mario Cocco, ha una figlia, Deborah, e un figlio, Alessandro, che fu attore da ragazzo. 

## Filmografia

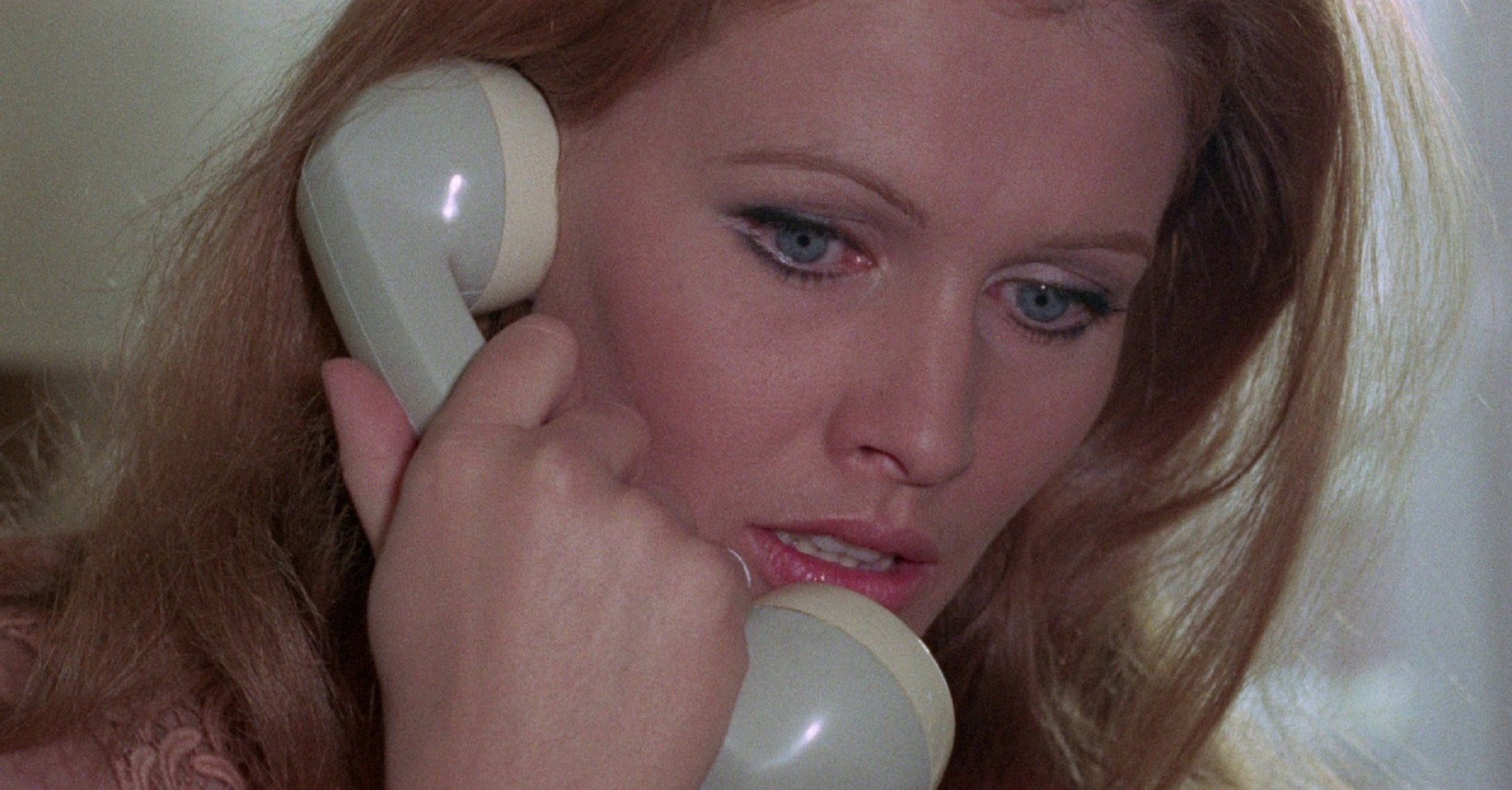
Ida Galli in La coda dello scorpione (1971) di Sergio Martino

- Nel blu dipinto di blu, regia di Piero Tellini (1959)
- La dolce vita, regia di Federico Fellini (1960)
- Una ragazza per l'estate (Una fille pour l'etè) regia di Édouard Molinaro (1960)
- Messalina, Venere imperatrice, regia di Vittorio Cottafavi (1960)
- Fantasmi a Roma, regia di Antonio Pietrangeli (1961)
- Legge di guerra, regia di Bruno Paolinelli (1961)
- Ercole al centro della Terra, regia di Mario Bava (1961)
- Madame Sans-Gêne, regia di Christian-Jaque (1961)
- Le italiane e l'amore, regia di Piero Nelli (1961)
- Il crollo di Roma, regia di Antonio Margheriti (1963)
- Il Gattopardo, regia di Luchino Visconti (1963)
- La frusta e il corpo, regia di Mario Bava (1963)
- Roma contro Roma, regia di Giuseppe Vari (1964)
- Gli eroi di Fort Worth, regia di Alberto De Martino (1965)
- Adiós gringo, regia di Giorgio Stegani (1965)
- Perché uccidi ancora, regia di José Antonio de la Loma (1965)
- Le piacevoli notti, regia di Armando Crispino (1966)
- Un dollaro bucato, regia di Giorgio Ferroni (1966)
- 7 magnifiche pistole, regia di Romolo Guerrieri (1966)
- Missione speciale Lady Chaplin, regia di Alberto De Martino (1966)
- Rififí ad Amsterdam, regia di Sergio Grieco (1966)
- Django spara per primo, regia di Alberto De Martino (1966)
- Il giardino delle delizie, regia di Silvano Agosti (1967)
- Moresque - Obiettivo allucinante, regia di Riccardo Freda (1967)
- Assassination, regia di Emilio P. Miraglia (1967)
- Il medico della mutua, regia di Luigi Zampa (1968)
- Il dolce corpo di Deborah, regia di Romolo Guerrieri (1968)
- Il suo nome gridava vendetta, regia di Mario Caiano (1968)
- Tre croci per non morire, regia di Sergio Garrone (1968)
- Quel caldo maledetto giorno di fuoco, regia di Paolo Bianchini (1968)
- Strada senza uscita, regia di Gaetano Palmieri (1969)
- La battaglia d'Inghilterra, regia di Enzo G. Castellari (1969)
- Il prof. dott. Guido Tersilli primario della clinica Villa Celeste convenzionata con le mutue, regia di Luciano Salce (1969)
- La battaglia del deserto, regia di Mino Loy (1969)
- Ciakmull - L'uomo della vendetta, regia di Enzo Barboni (1970)
- Concerto per pistola solista, regia di Michele Lupo (1970)
- Il delitto del diavolo, regia di Tonino Cervi (1970)
- I quattro pistoleri di Santa Trinità, regia di Giorgio Cristallini (1971)
- La coda dello scorpione, regia di Sergio Martino (1971)
- Una farfalla con le ali insanguinate, regia di Duccio Tessari (1971)
- Grazie signore p..., regia di Renato Savino (1972)
- Quando Marta urlò dalla tomba (La mansión de la niebla), regia di Francisco Lara Polop (1972)
- Il coltello di ghiaccio, regia di Umberto Lenzi (1972)
- Un bianco vestito per Marialé, regia di Romano Scavolini (1972)
- Küçük kovboy (1973)
- Lo chiamavano Tresette... giocava sempre col morto, regia di Giuliano Carnimeo (1973)
- La badessa di Castro, regia di Armando Crispino (1974)
- Le orme, regia di Luigi Bazzoni (1974)
- Povero Cristo, regia di Pier Carpi (1975)
- Diagnosi, regia di Mario Caiano – miniserie TV (1975)
- Cagliostro, regia di Daniele Pettinari (1975)
- Il medaglione insanguinato, regia di Massimo Dallamano (1975)
- Il giustiziere sfida la città, regia di Umberto Lenzi (1975)
- Per amore, regia di Mino Giarda (1976)
- Le due orfanelle, regia di Leopoldo Savona (1976)
- Napoli spara!, regia di Mario Caiano (1977)
- Sette note in nero, regia di Lucio Fulci (1977)
- Il grande attacco, regia di Umberto Lenzi (1978)
- Una di troppo, regia di Pino Tosini (1982)
- Fratelli d'Italia, regia di Neri Parenti (1989)
- Arabella l'angelo nero, regia di Max Steel (pseudonimo di Stelvio Massi) (1989)
- Con i piedi per aria, regia di Vincenzo Verdecchi (1990)

## Doppiatrici
- Maria Pia Di Meo in Messalina Venere imperatrice, Fantasmi a Roma, Il crollo di Roma, Rififì ad Amsterdam, Assassination, Il medico della mutua, Il prof. dott. Guido Tersilli primario della clinica Villa Celeste convenzionata con le mutue, Concerto per pistola solista.
- Fiorella Betti in Nel blu dipinto di blu, Ercole al centro della terra, Ciakmull - L'uomo della vendetta, Povero Cristo, Il grande attacco
- Vittoria Febbi in Un dollaro bucato, Il suo nome gridava vendetta, Le orme, Lo chiamavano Tresette... giocava sempre col morto, Napoli spara!
- Rita Savagnone in Adiós gringo, Missione speciale Lady Chaplin, La battaglia d'Inghilterra, La coda dello scorpione, Il coltello di ghiaccio
- Benita Martini in Tre croci per non morire, Una farfalla con le ali insanguinate, Le piacevoli notti
- Adriana De Roberto in La frusta e il corpo
- Mirella Pace in Perché uccidi ancora
- Luisella Visconti in Django spara per primo
- Anna Miserocchi in Quando Marta urlò dalla tomba
- Gabriella Genta in Un bianco vestito per Marialé
- Melina Martello in Il medaglione insanguinato
- Germana Dominici in Sette note in nero